# Homunculus
Homunculus es un género extinto de primate platirrino, el cual vivió en la Patagonia argentina, en América del Sur, durante el Mioceno inferior. Se han descrito dos especies: Homunculus patagonicus y Homunculus vizcainoi, las cuales son conocidas a partir de material fósil hallado en la Formación Santa Cruz en el extremo sur de Argentina.

## Características
La especie tenía el rostro relativamente corto y órbitas de moderado tamaño, lo cual sugiere que se trataba de una especie con hábitos diurnos. El cráneo era grácil y carecía de cresta sagital. Tenía una masa corporal de alrededor de 2,7 kilogramos. Basándose en la morfología dental, se trataba de una especie frugívora que complementaba con hojas para suplir su dieta. De acuerdo a los restos postcraneales probablemente se trataba de un cuadrúpedo.